# 滁州高新技术产业开发区
滁州高新技术产业开发区，位于安徽省天长市市区西侧，为国家级高新技术产业开发区。